# Platte (Pfälzerwald)
Die Platte ist ein 560,6 m ü. NHN hoher Berg im Mittleren Pfälzerwald, einem Teil des Pfälzerwaldes. Der Berg liegt auf der Gemarkung der kreisfreien Stadt Neustadt an der Weinstraße in Rheinland-Pfalz.

## Geographie

### Lage
Die Platte liegt im Biosphärenreservat Pfälzerwald-Vosges du Nord und im Naturpark Pfälzerwald. Ihr Gipfel erhebt sich in Luftlinie 2,7 km nordwestlich von der Hohen Loog (618,7 m), sowie 5,7 km westlich von Neustadt an der Weinstraße. Der Berg gehört mit dem Hohberg (512,1 m) und dem Königsberg (427,3 m) zu einem zwischen dem Kaltenbrunnertalbach im Süden und Heidenbrunnertal im Norden liegenden Höhenzug. Im Südwesten grenzt er über den Passübergang Hellerplatz an die Oberscheid.
Der Berg ist vollständig mit Mischwald hauptsächlich aus Kiefern und Buchen bewaldet. Am Gipfel befinden sich eine Felsformation, deren Plattenform den Namen des Berges erklärt. Sie wird als Naturdenkmal ND-7376-201 im Gemeindegebiet von Neustadt an der Weinstrasse als Bleifels geführt. Neben der Felsformation liegt der Rest eines ehemaligen Gipfelsteins.

### Naturräumliche Zuordnung
Die Platte gehört zum Naturraum Pfälzerwald, der in der Systematik des von Emil Meynen und Josef Schmithüsen herausgegebenen Handbuches der naturräumlichen Gliederung Deutschlands und seinen Nachfolgepublikationen als Großregion 3. Ordnung klassifiziert wird. Betrachtet man die Binnengliederung des Naturraums, so gehört sie zum Mittleren Pfälzerwald.
Zusammenfassend folgt die naturräumliche Zuordnung der Platte damit folgender Systematik:
1. Großregion 1. Ordnung: Schichtstufenland beiderseits des Oberrheingrabens
2. Großregion 2. Ordnung: Pfälzisch-Saarländisches Schichtstufenland
3. Großregion 3. Ordnung: Pfälzerwald
4. Region 4. Ordnung (Haupteinheit): Mittlerer Pfälzerwald

## Zugang und Wandern
Über die Platte führt der Lieselottensteig als markierter Wanderweg. Dieser kann vom Hellerplatz mit der Hellerhütte oder von der Passhöhe Kleine Ebene, die aus dem Heidenbrunner Tal vom dortigen Naturfreundehaus oder aus dem Kaltenbrunner Tal von der Kaltenbrunner Hütte erreicht werden kann, aus begangen werden. Um den Gipfel führt ein Forstweg.